# Gel de silice

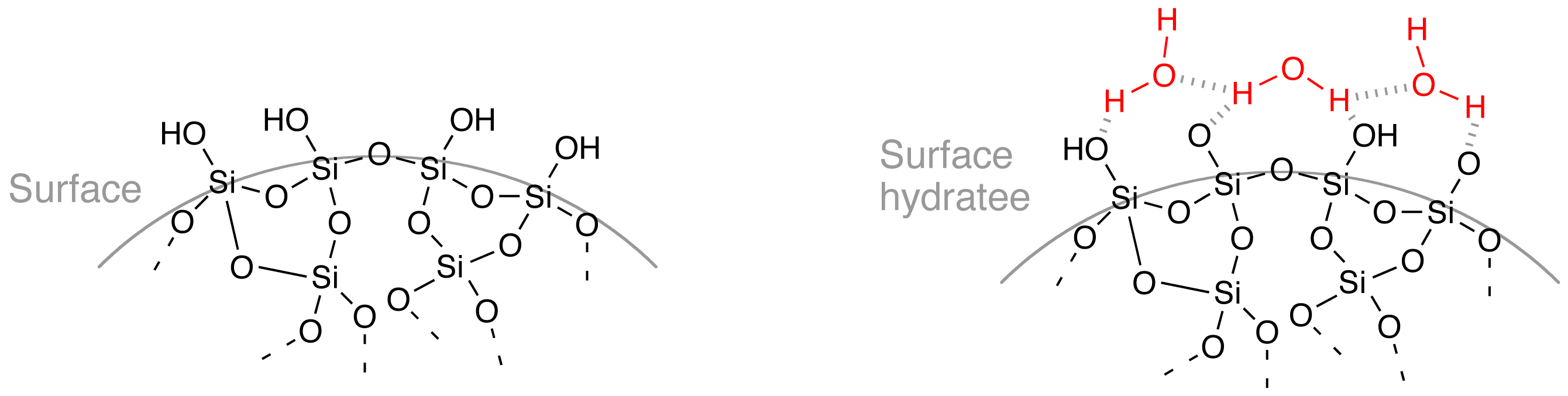
Surface du gel de silice sec et hydraté.

Le gel de silice est un hydroxyde de silicium Si(OH)4 polymère d'acide silicique préparé à partir de silicate de sodium.

## Structure et propriétés

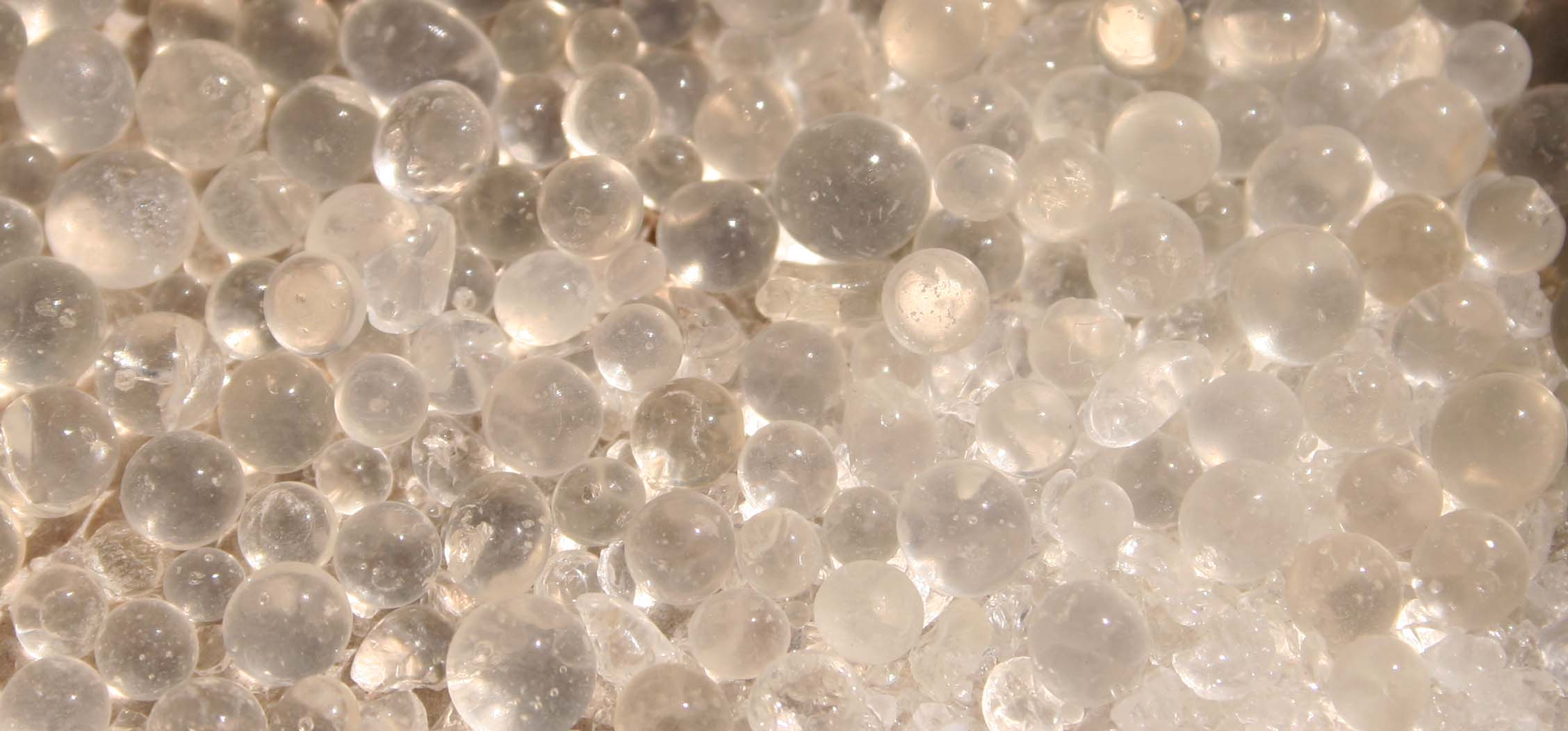
Perles de gel de silice.

Les grains de gel de silice sont poreux et la taille des grains et des pores dépend très fortement de la méthode de préparation utilisée. Cette structure est responsable de la faible densité des grains, et de leur très grande surface spécifique, typiquement 500–600 m2/g.
L'intérieur de chaque grain de silice est composé d'atomes de silicium reliés entre eux par des atomes d'oxygène (c'est un silicate). En surface, des groupes silanol (Si–OH) subsistent et sont responsables de la très forte polarité du gel de silice.
En présence d'eau, cette surface s'hydrate ce qui provoque une diminution de la polarité, l'adsorption d'une grande quantité d'eau (des produits grand public sont vendus pour absorber 30 % de leur masse en eau), et souvent un changement de couleur du gel. Cette propriété s'applique également à d'autres produits, qui seront également adsorbés en fonction de leur polarité, ce qui explique l'utilisation du gel de silice comme filtre et autres (voir plus bas).

## Utilisation en chimie
Le gel de silice est principalement utilisé comme phase stationnaire pour la chromatographie. Il peut également être utilisé comme desséchant, comme réactif ou comme support pour des réactifs.

### Utilisation en chromatographie
Le gel de silice est utilisé comme support en chromatographie sur couche mince (CCM), chromatographie sur colonne (chromatographie liquide, flash, MPLC, HPLC, etc.), etc.
Dans le cas de la chromatographie sur couche mince, le gel de silice est mélangé à un liant, comme du plâtre, auquel on ajoute souvent un pigment fluorescent qui permet une détection des composés par exposition à une lumière ultraviolette. Le mélange est déposé sur un support inerte (plaque de verre, de plastique, d'aluminium), laissé séché puis activé à chaud. En chromatographie liquide sur colonne, le gel de silice est utilisé tel quel.
La silice peut être rendue hydrophobe en greffant des groupes hydrophobes sur les fonctions silanol présentes à la surface. Par exemple, la silice dite « C18 » est un gel de silice sur lequel on a greffé des groupes octadécyle (18 atomes de carbone). Dans ce cas, on parle de chromatographie en phase inverse car les produits les plus polaires sont élués en premier alors que les produits les plus hydrophobes restent fixés plus longtemps sur la silice.

## Usage industriel et domestique

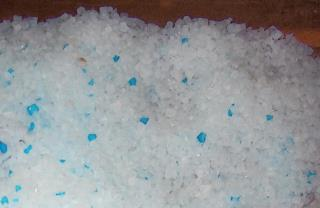
Litière pour chat à base de gel de silice.

C'est un adjuvant : dans une colle protéique, pour en accélérer le collage et la clarification ou dans le vin pour les stabiliser. Il remplace alors les tanins.
Sous le nom de « silica-gel », il fut utilisé pendant la Première Guerre mondiale dans les cartouches filtrantes des masques à gaz. Durant la Seconde Guerre mondiale, il fut largement utilisé pour protéger de l'humidité (et donc des moisissures) les biens qu'elle aurait dégradé, par exemple la pénicilline ou les équipements électroniques. Cet usage subsiste de nos jours.
Le gel de silice est aussi utilisé pour constituer de la litière animale, pour déshydrater les plantes, notamment pour les bouquets de fleurs secs et les herbiers, en mini sachets pour la conservation des aliments secs ou des objets qui craignent l'humidité dans leur emballage, etc.
Du « gel de silice colloïdale » est commercialisé comme complément alimentaire buvable, dans le but annoncé de renforcer le tissu conjonctif, réguler l'hydratation et contribuer à la formation de collagène chez les personnes ayant une carence nutritionnelle en silicium. Mais une telle carence est en réalité très rare car c'est un oligo-élément largement consommé dans le cadre d'une alimentation normale.

### Stockage de l'énergie thermique
Le gel de silice libère une quantité importante de la chaleur quand il absorbe l'humidité de l'air : environ 200 kWh/m3. Il est donc théoriquement possible d'utiliser la chaleur d'été pour sécher le materiau, et ensuite libérer cette chaleur pour chauffer une maison pendant la saison froide et humide.

## Santé humaine
Le gel de silice est non toxique, non réactif et stable dans le cadre d'une utilisation ordinaire. Il réagit avec le fluorure d'hydrogène, le fluor, le difluorure d'oxygène, le trifluorure de chlore, les acides forts, les bases fortes et les oxydants.
Le gel de silice est irritant pour les voies respiratoires et peut provoquer une irritation du tube digestif. La poussière des billes peut provoquer une irritation de la peau et des yeux, il convient donc de prendre des précautions. La poussière de silice cristalline peut provoquer la silicose, mais le gel de silice synthétique amorphe est induré et ne provoque donc pas la silicose. Des risques supplémentaires peuvent survenir lorsqu'il est dopé avec un indicateur d'humidité.